# Championnat de France de rugby à XV de Régionale 1
Le championnat de France de Régionale 1 de rugby à XV, appelé Championnat de France Honneur jusqu'en 2022, est le premier échelon des championnats régionaux, soit le 8e niveau hiérarchique général et le 6e niveau amateur. Les équipes participant au championnat de France de Régionale 1 peuvent prétendre intégrer le Championnat de France de 3e division fédérale de rugby à XV amateur.
Ce championnat a été mis en place en 1949-1950. Il ne faut pas le confondre avec le championnat Honneur de 1948 à 1955 qui correspondait à la 3e division, l'actuel Fédérale 3.

## Les compétitions territoriales
Au terme de la réforme donnant naissance au championnat de Régionale 1 en lieu et place du championnat Honneur, 240 clubs sont engagés dans les 13 ligues régionales. 

### Ligue Auvergne-Rhône-Alpes
Le championnat de Régionale 1 de la ligue Auvergne-Rhône-Alpes compte une poule de 10 clubs et trois poules de 9 clubs, soit 37 clubs au total.
Les quatre premiers de chaque poule s'affrontent en 1/8e de finale de ligue (1/2 finale de poule), le premier contre le quatrième et le deuxième contre le troisième, le match se disputant chez le mieux classé.
Les vainqueurs des 1/2 finales de poule accèdent en finale de poule. Les vainqueurs des quatre finales de poule s’affrontent en demi-finales de ligue. Les deux vainqueurs des demi-finales (finalistes) accèdent à la division supérieure (Fédérale 3).
Les clubs classés à la 9e et à la 10e place descendent en Régionale 2.

### Ligue Bourgogne-Franche-Comté
Le championnat de Régionale 1 de la ligue Bourgogne-Franche-Comté compte une poule unique de 11 clubs.
À l’issue de la phase qualificative, l’équipe en tête du classement est promue en Fédérale 3 tandis que l’équipe classée dernière descend en Régionale 2. D’autres équipes sont susceptibles d'être rétrogradées en fonction du nombre de clubs appartenant à la ligue régionale qui descendent de Fédérale 3.
Les deux premières équipes à l’issue de la phase qualificative s’affrontent en finale régionale.
Les équipes classées de 1 à 4 à l’issue de la phase qualificative seront qualifiées en championnat de France et les équipes classées de 5 à 8 sont qualifiées en challenge de France.

### Ligue Bretagne
Le championnat de Régionale 1 de la ligue Bretagne compte une poule unique de 10 clubs.

### Ligue Centre-Val de Loire
Le championnat de Régionale 1 de la ligue Centre-Val de Loire compte une poule unique de 12 clubs.

### Ligue Grand Est
Le championnat de Régionale 1 de la ligue Grand Est compte une poule unique de 8 clubs.

### Ligue Hauts-de-France
Le championnat de Régionale 1 de la ligue Hauts-de-France compte une poule unique de 8 clubs.

### Ligue Île-de-France
Le championnat de Régionale 1 de la ligue Île-de-France compte deux poules de 10 clubs, soit 20 clubs au total.

### Ligue Normandie
Le championnat de Régionale 1 de la ligue Normandie compte une poule unique de 8 clubs.

### Ligue Nouvelle-Aquitaine
Le championnat de Régionale 1 de la ligue Nouvelle-Aquitaine compte cinq poules de 9 clubs, soit 45 clubs au total.

### Ligue Occitanie
Le championnat de Régionale 1 de la ligue Occitanie compte quatre poules de 10 clubs, soit 40 clubs au total.

### Ligue Pays de la Loire
Le championnat de Régionale 1 de la ligue Pays de la Loire compte une poule unique de 8 clubs.

### Ligue Provence-Alpes-Côte d'Azur - Corse
Le championnat de Régionale 1 des ligues Provence Alpes Côte d'Azur et Corse compte une poule unique de 11 clubs.

## Palmarès

### Honneur (1950-2022)
| Année | Champion | Ligue ou comité régional | Comité départemental | Score | Finaliste | Ligue ou comité régional | Comité départemental |
| ----- | --- | --- | --- | --- | --- | --- | --- |
| 2022  | Ent. Sévignacq-Vallée du Gabas | Nouvelle-Aquitaine | Pyrénées-Atlantiques | 19-7 | RC Sète | Occitanie | Hérault |
| 2021  | Le 29 octobre 2020, la FFR annonce la suspension de la compétition en novembre et décembre 2020, en raison de l'entrée en vigueur du deuxième confinement, ainsi que l'annulation des phases finales afin de permettre l'opportunité de finir la compétition à l'issue de la saison. Le 26 février 2021, la FFR annonce l'arrêt définitif des compétitions amateurs et le gel des montées et des descentes pour tous les niveaux. Le titre n'est donc pas décerné. | Le 29 octobre 2020, la FFR annonce la suspension de la compétition en novembre et décembre 2020, en raison de l'entrée en vigueur du deuxième confinement, ainsi que l'annulation des phases finales afin de permettre l'opportunité de finir la compétition à l'issue de la saison. Le 26 février 2021, la FFR annonce l'arrêt définitif des compétitions amateurs et le gel des montées et des descentes pour tous les niveaux. Le titre n'est donc pas décerné. | Le 29 octobre 2020, la FFR annonce la suspension de la compétition en novembre et décembre 2020, en raison de l'entrée en vigueur du deuxième confinement, ainsi que l'annulation des phases finales afin de permettre l'opportunité de finir la compétition à l'issue de la saison. Le 26 février 2021, la FFR annonce l'arrêt définitif des compétitions amateurs et le gel des montées et des descentes pour tous les niveaux. Le titre n'est donc pas décerné. | Le 29 octobre 2020, la FFR annonce la suspension de la compétition en novembre et décembre 2020, en raison de l'entrée en vigueur du deuxième confinement, ainsi que l'annulation des phases finales afin de permettre l'opportunité de finir la compétition à l'issue de la saison. Le 26 février 2021, la FFR annonce l'arrêt définitif des compétitions amateurs et le gel des montées et des descentes pour tous les niveaux. Le titre n'est donc pas décerné. | Le 29 octobre 2020, la FFR annonce la suspension de la compétition en novembre et décembre 2020, en raison de l'entrée en vigueur du deuxième confinement, ainsi que l'annulation des phases finales afin de permettre l'opportunité de finir la compétition à l'issue de la saison. Le 26 février 2021, la FFR annonce l'arrêt définitif des compétitions amateurs et le gel des montées et des descentes pour tous les niveaux. Le titre n'est donc pas décerné. | Le 29 octobre 2020, la FFR annonce la suspension de la compétition en novembre et décembre 2020, en raison de l'entrée en vigueur du deuxième confinement, ainsi que l'annulation des phases finales afin de permettre l'opportunité de finir la compétition à l'issue de la saison. Le 26 février 2021, la FFR annonce l'arrêt définitif des compétitions amateurs et le gel des montées et des descentes pour tous les niveaux. Le titre n'est donc pas décerné. | Le 29 octobre 2020, la FFR annonce la suspension de la compétition en novembre et décembre 2020, en raison de l'entrée en vigueur du deuxième confinement, ainsi que l'annulation des phases finales afin de permettre l'opportunité de finir la compétition à l'issue de la saison. Le 26 février 2021, la FFR annonce l'arrêt définitif des compétitions amateurs et le gel des montées et des descentes pour tous les niveaux. Le titre n'est donc pas décerné. |
| 2020  | En raison du prolongement de la période de confinement à la suite de la pandémie de Covid-19 la FFR décide, le 27 mars 2020, d’arrêter définitivement les championnats amateurs à tous niveaux, pour la saison en cours. Le titre n'est donc pas décerné. | En raison du prolongement de la période de confinement à la suite de la pandémie de Covid-19 la FFR décide, le 27 mars 2020, d’arrêter définitivement les championnats amateurs à tous niveaux, pour la saison en cours. Le titre n'est donc pas décerné. | En raison du prolongement de la période de confinement à la suite de la pandémie de Covid-19 la FFR décide, le 27 mars 2020, d’arrêter définitivement les championnats amateurs à tous niveaux, pour la saison en cours. Le titre n'est donc pas décerné. | En raison du prolongement de la période de confinement à la suite de la pandémie de Covid-19 la FFR décide, le 27 mars 2020, d’arrêter définitivement les championnats amateurs à tous niveaux, pour la saison en cours. Le titre n'est donc pas décerné. | En raison du prolongement de la période de confinement à la suite de la pandémie de Covid-19 la FFR décide, le 27 mars 2020, d’arrêter définitivement les championnats amateurs à tous niveaux, pour la saison en cours. Le titre n'est donc pas décerné. | En raison du prolongement de la période de confinement à la suite de la pandémie de Covid-19 la FFR décide, le 27 mars 2020, d’arrêter définitivement les championnats amateurs à tous niveaux, pour la saison en cours. Le titre n'est donc pas décerné. | En raison du prolongement de la période de confinement à la suite de la pandémie de Covid-19 la FFR décide, le 27 mars 2020, d’arrêter définitivement les championnats amateurs à tous niveaux, pour la saison en cours. Le titre n'est donc pas décerné. |
| 2019, | AS Urruñarrak | Nouvelle-Aquitaine | Pyrénées-Atlantiques | 28-25 | US Argelès-Gazost | Occitanie | Hautes-Pyrénées |
| 2018  | Saint-Girons SC | Midi-Pyrénées | Ariège | 45-3 | RC Chalon-sur-Saône | Bourgogne | Saône-et-Loire |
| 2017  | Saint-Marcellin Sports | Alpes | Isère | 38-17 | RC Mussidan | Périgord-Agenais | Dordogne |
| 2016  | AS Soustons | Côte Basque-Landes | Landes | 21-6 | RC Vallons de la Tour | Lyonnais | Isère |
| 2015  | JS Riscle | Armagnac-Bigorre | Gers | 28-5 | US Nantua-Port Rugby Haut-Bugey | Lyonnais | Ain |
| 2014  | Saint-Girons SC | Midi-Pyrénées | Ariège | 34-19 | US Villeréal, | Périgord-Agenais | Lot-et-Garonne |
| 2013  | US Tournon | Périgord-Agenais | Lot-et-Garonne | 15-10 | AS Pont-Long | Béarn | Pyrénées-Atlantiques |
| 2012  | Boulou sportif XV | Pays Catalan | Pyrénées-Orientales | 40-12 | RC Les Boucles de la Marne | Île-de-France | Val-de-Marne |
| 2011  | AS Montesquieu-Volvestre rugby | Midi-Pyrénées | Haute-Garonne | 18-11 | US Capbreton | Côte Basque-Landes | Landes |
| 2010  | US Saint Palais | Côte Basque-Landes | Pyrénées-Atlantiques | 9-3 | PS Tartas | Côte Basque-Landes | Landes |
| 2009  | AS Saint Marcel L'Isle-d'Abeau | Lyonnais | Isère | 27-25 | Inthalatz Larressore | Côte Basque-Landes | Pyrénées-Atlantiques |
| 2008  | US Bardos | Côte Basque-Landes | Pyrénées-Atlantiques | 39-6 | RC Riom | Auvergne | Puy-de-Dôme |
| 2007  | SA Arcachon | Côte d’Argent | Gironde | 29-6 | ASU Cheminots Migennes | Bourgogne | Yonne |
| 2006  | US Lectoure | Armagnac-Bigorre | Gers | 32-16 | Saint-Denis US | Île-de-France | Seine-Saint-Denis |
| 2005  | Sor Agout de Saïx-Soual | Midi-Pyrénées | Tarn | 22-13 | Entente Gignac-la-Nerthe-Marignane | Provence | Bouches-du-Rhône |
| 2004  | Saint-Médard-en-Jalles RC | Côte d’Argent | Gironde | 20-15 | SC Salon-de-Provence | Provence | Bouches-du-Rhône |
| 2003  | US Villeréal | Périgord-Agenais | Lot-et-Garonne | 19-17 | CA Bédarieux | Languedoc | Hérault |
| 2002  | Anglet ORC | Côte Basque-Landes | Pyrénées-Atlantiques | 23-7 | AS Loriol | Drôme-Ardèche | Drôme |
| 2001  | Entente Vendres-Sauvian-Lespignan | Languedoc | Hérault | 23-20 | US La Tour-du-Pin | Lyonnais | Isère |
| 2000  | CA Ribérac | Périgord-Agenais | Dordogne | 34-19 | SA Monein | Béarn | Pyrénées-Atlantiques |
| 1999  | Rugby Melun-Combs-la-Ville 77 | Île-de-France | Seine-et-Marne | 13-8 | JS Riscle | Armagnac-Bigorre | Gers |
| 1998  | Entente de la Fosseille | Roussillon | Pyrénées-Orientales | 30-12 | CS Beaune | Bourgogne | Côte-d'Or |
| 1997  | ES Cazouls-les-Béziers | Languedoc | Hérault | 33-18 | Rugby Épernay Champagne | Île-de-France | Marne |
| 1996  | Bordeaux EC | Côte d’Argent | Gironde | 42-18 | Gan Olympique | Béarn | Pyrénées-Atlantiques |
| 1995  | Castelnau Magnoac-Tajan FC | Armagnac-Bigorre | Hautes-Pyrénées | 9-6 | US Nissan | Languedoc | Hérault |
| 1994  | JS Oursbelille | Armagnac-Bigorre | Hautes-Pyrénées | 23-9 | Avenir castanéen | Midi-Pyrénées | Haute-Garonne |
| 1993  | ES Laroque-d’Olmes | Midi-Pyrénées | Ariège | 26-14 | US Bardos | Côte-Basque Landes | Pyrénées-Atlantiques |
| 1992  | US Valréas | Provence | Vaucluse | 16-12 | UA Gujan-Mestras | Côte d’Argent | Gironde |
| 1991  | RC Fos-sur-Mer | Provence | Bouches-du-Rhône | 10-6 | JA Isle-sur-Vienne | Limousin | Haute-Vienne |
| 1990  | SC Captieux | Côte d’Argent | Gironde | 12-10 | Entente la Têt (Pézilla-la-Rivière-Le Soler) | Roussillon | Pyrénées-Orientales |
| 1989  | CA Lormont | Côte d’Argent | Gironde | 6-4 | US Canet-en-Roussillon | Roussillon | Pyrénées-Orientales |
| 1988  | Fleury d’Aude Olympique | Languedoc | Aude | 25-16 | RC Louey Marquisat | Armagnac-Bigorre | Hautes-Pyrénées |
| 1987  | US Millas | Roussillon | Pyrénées-Orientales | 16-12 | UA Tullins | Alpes | Isère |
| 1986  | PS Tartas | Côte Basque-Landes | Landes | 17-12 | ES Port-la-Nouvelle | Languedoc | Aude |
| 1985  | Olympique miélanais | Armagnac-Bigorre | Gers | 15-6 | SC Saint-Jean-en-Royans | Drôme-Ardèche | Drôme |
| 1984  | UA Saverdun | Midi-Pyrénées | Ariège | 15-14 | Saint Vallier sportif | Drôme-Ardèche | Drôme |
| 1983  | AS Capestang | Languedoc | Hérault | 10-4 | JS Rion des Landes | Côte d’Argent | Landes |
| 1982  | ES Saint-André-de-Roquelongue | Languedoc | Aude | 10-10 | US Coursan | Languedoc | Aude |
| 1981  | ES Valras Plage | Languedoc | Hérault | 13-12 | FC Digoin | Bourgogne | Saône-et-Loire |
| 1980  | Stade Olympique Maubourguet | Armagnac-Bigorre | Hautes-Pyrénées | 29-12 | JS Livron | Drôme-Ardèche | Drôme |
| 1979  | RC Linxe | Côte Basque-Landes | Landes | 3-0 | US Crest | Drôme-Ardèche | Drôme |
| 1978  | AS Montfort-en-Chalosse | Côte Basque-Landes | Landes | 11-0 | CO Caunes-Minervois | Languedoc | Aude |
| 1977  | ES Port la Nouvelle | Languedoc | Aude | 10-9 | SC Rieumes | Midi-Pyrénées | Haute-Garonne |
| 1976  | US La Seyne-sur-Mer | Côte d’Azur | Var | 14-3 | UA Bages | Roussillon | Pyrénées-Orientales |
| 1975  | SO Vendres | Languedoc | Hérault | 4-0 | RC Dijonċret | Bourgogne | Côte-d'Or |
| 1974  | US Tarascon-sur-Ariège | Midi-Pyrénées | Ariège | 3-0 | SA Rochefort | Poitou-Charentes | Charente-Maritime |
| 1973  | SO Vendres | Languedoc | Hérault | 17-0 | CSM Puteaux | Île-de-France | Hauts-de-Seine |
| 1972  | US Carqueiranne | Côte d’Azur | Var | 6-0 | Fleury-d’Aude Olympique | Languedoc | Aude |
| 1971  | RC Police de Toulouse | Midi-Pyrénées | Haute-Garonne | 24-3 | RC Annemasse | Alpes | Haute-Savoie |
| 1970  | ES Arudy | Béarn | Pyrénées-Atlantiques | 9-9 | Stade saint-livradais | Périgord-Agenais | Lot-et-Garonne |
| 1969  | Avenir de Bizanos | Béarn | Pyrénées-Atlantiques | 6-3 | RO Châteauneuf-du-Pape | Provence | Vaucluse |
| 1968  | RC Nîmes | Provence | Gard | 5-0 | US Mugron | Côte Basque-Landes | Landes |
| 1967  | SA Monein | Béarn | Pyrénées-Atlantiques | 9-3 | ASPTT Lyon | Lyonnais | Rhône |
| 1966  | Toulouse Lalande Omnisport | Midi-Pyrénées | Haute-Garonne | 6-5 | AS Prades | Roussillon | Pyrénées-Orientales |
| 1965  | Entente Nérac-Lavardac-Barbaste | Périgord-Agenais | Lot-et-Garonne | 14-3 | Le Bugue AC | Périgord-Agenais | Dordogne |
| 1964  | US Vic en Bigorre | Armagnac-Bigorre | Hautes-Pyrénées | 8-3 | US Jarrie | Alpes | Isère |
| 1963  | ES Saint-Saturnin-lès-Avignon | Provence | Vaucluse | 3-0 | US Roquefort | Côte d’Argent | Landes |
| 1962  | CS Annonay | Drôme-Ardèche | Ardèche | 3-0 | US Casteljaloux | Périgord-Agenais | Lot-et-Garonne |
| 1961  | CA Castelsarrasin | Midi-Pyrénées | Tarn-et-Garonne | 11-0 | US Lalinde | Périgord-Agenais | Dordogne |
| 1960  | ASUL Lyon | Lyonnais | Rhône | 8-0 | Blagnac SCR | Midi-Pyrénées | Haute-Garonne |
| 1959  | SA Rochefort Rugby | Poitou-Charentes | Charente-Maritime | 12-9 | RC Pézilla-la-Rivière | Roussillon | Pyrénées-Orientales |
| 1958  | Stade Saint Gaudens | Midi-Pyrénées | Haute-Garonne | 18-0 | Saint Savin Sportif | Lyonnais | Isère |
| 1957  | SC Surgères | Poitou-Charentes | Charente-Maritime | 18-0 | AS Maureilhan | Languedoc | Hérault |
| 1956  | Stade piscenois | Languedoc | Hérault | 17-0 | SA Verdun | Alsace-Lorraine | Meuse |
| 1955  | US Montréjeau | Midi-Pyrénées | Haute-Garonne | 13-0 | Stade foyen | Côte d’Argent | Gironde |
| 1954  | Toulouse AC | Midi-Pyrénées | Haute-Garonne | 8-0 | US Ussel | Limousin | Corrèze |
| 1953  | GC Perpignan | Roussillon | Pyrénées-Orientales | 11-6 | RC Linxe | Côte Basque-Landes | Landes |
| 1952  | SA Bordeaux | Côte d’Argent | Gironde | 6-3 | US Issoire | Auvergne | Puy-de-Dôme |
| 1951  | US Carcassonne | Languedoc | Aude | 8-6 | CS Villefranche-sur-Saône | Lyonnais | Rhône |
| 1950  | AS Capestang | Languedoc | Hérault | 14-9 | FC Aix-les-Bains | Alpes | Savoie |

### Régionale 1 (2023-)
| Année | Champion       | Ligue              | Score   | Finaliste        | Ligue              |
| ----- | -------------- | ------------------ | ------- | ---------------- | ------------------ |
| 2023  | Emak Hor Rugby | Nouvelle Aquitaine | 13 - 12 | US Vicquoise     | Occitanie          |
| 2024  | Corbières XV   | Occitanie          | 33 - 23 | RC Cadaujac      | Nouvelle Aquitaine |
| 2025  | US Valréas     | Ligue Sud PACA     | 24 - 22 | Saint-Céré Rugby | Occitanie          |